# Agromyza abiens
Agromyza abiens är en tvåvingeart som beskrevs av Zetterstedt 1848. Agromyza abiens ingår i släktet Agromyza och familjen minerarflugor.
Artens utbredningsområde är Sverige. Arten är reproducerande i Sverige. Inga underarter finns listade i Catalogue of Life.